# Gothic metal

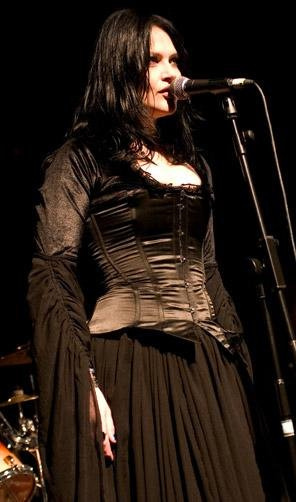
Vibeke Stene var sopran i Tristania

Gothic metal är en melodisk och atmosfärisk undergenre till metal utvecklad ur bland annat death/doom och gothic rock. Vanlig sättning är trummor, elgitarr, elbas, keyboard och både kvinnlig och manlig sång. Andra typiska instrument är synth och fiol. Låttexterna är ofta mörka, ibland med inspiration från gotisk fiktion.
Pionjärer inom genren är de engelska banden Paradise Lost (som har tillskrivits skapandet av genren med skivan Gothic från 1991), Anathema, och My Dying Bride. Andra pionjärer är svenska Tiamat, Type O Negative från USA och nederländska The Gathering. Den kvinnliga sångaren har ofta en ljus sopranstämma, medan den manliga antingen kan growla eller sjunga klarsång. Blandningen av sopranstämma och growls är känt som beauty and the beast vocals (engelska för "skönheten och odjuret-sång"). Norska Theatre of Tragedy utvecklade tekniken på sitt debutalbum från 1995, men Paradise Lost och The Gathering hade redan använt sig av den. Tekniken har sedan dess använts flitigt inom genren. Andra pionjärer som använt eller använder den är nederländska Within Temptation, norska Tristania och norska The Sins of thy Beloved. The Sins of thy Beloved är också känt för flitig användning av fiol.
Gothic metal är en skiftande genre. Band som Moonspell, Theatres des Vampires och Cradle of Filth har korsat genren med black metal. Band som Tristania och Within Temptation har utvecklat en mer symfonisk variant. I dag är genren också stor i Finland där den blivit mer mainstream. De finska banden utmärks bland annat av manlig klarsång. Exempel på sådana band är To/Die/For, For My Pain... och Poisonblack.

## Symphonic gothic metal
Mot slutet av 90-talet började Tristania och Within Temptation att använda sig av mer symfoniska inslag. Within Temptations andra album Mother Earth visade en ljusare sida som förlitade sig helt på sångerskans röst istället för på användningen av beauty and the beast vocals. Sedan Within Temptations stora framgångar har en uppsjö av kvinnofrontade gothic metal-band bildats i Europa men även i andra delar av världen. Vissa av dessa band har starka influenser av symphonic metal och har ibland också beskrivits som symphonic power metal, sannolikt influerade av det finska symphonic power metal-bandet Nightwish. Exempel på sådana band är After Forever och Epica. Det finns en osäkerhet kring hur sådana band bör kategoriseras.

## Band som helt eller delvis spelat gothic metal
- Catherines Cathedral
- Crematory
- My Dying Bride
- Paradise Lost
- The Gathering
- Lake of Tears
- Lacuna Coil
- Scandelion
- Evanescence (emellertid omstritt)
- Moonspell
- Draconian
- Sariola
- Diabulus in Musica
- Theatre of Tragedy
- Tiamat
- Deathstars (med industrial metal)
- Trail of Tears
- Tristania
- For My Pain...
- Within Temptation
- Sirenia
- Haggard
- The Preachers of Neverland
- Type O Negative
- Therion
- Nemesea
- Octavia Sperati